# Emelie Lindström
Emelie Lindström (* 30. Oktober 1986) ist eine schwedische Floorballspielerin. Sie spielt seit 2010 für den schwedischen Elitserien-Klub Djurgårdens IF.
Lindström spielte von 2004 an für den Stockholmer Vorortverein Balrog Botkyrka IK. Zuvor spielte sie für Högdalens AIS.
Mit der schwedischen Nationalmannschaft wurde sie seit 2007 dreimal Weltmeisterin (Stand nach der WM 2011). Bei der Weltmeisterschaft 2009 gelang es ihr, beim 28:1 der Schwedinnen über die Vereinigten Staaten zehn Tore zu erzielen. Sie wurde schließlich ins All-Star-Team des Turniers gewählt. Bei der Weltmeisterschaft 2011 in St. Gallen wurde sie mit 24 Punkten beste Scorerin.

## Erfolge
- Weltmeisterin 2007, 2009 und 2011
- U19-Weltmeisterin 2004